# Холлингсворт, Трей
Джозеф Альберт «Трей» Холлингсворт III (англ. Joseph Albert "Trey" Hollingsworth III; род. 12 сентября 1983, Clinton, Теннесси) — американский политик, представляющий Республиканскую партию. Член Палаты представителей США от штата Индиана (2017—2023).

## Биография
Холлингсворт родился в Клинтоне, штат Теннесси, окончил школу в Ноксвилле. В 2004 году получил бакалаврскую степень в Уортонской школе бизнеса, после чего вместе с отцом основал компанию Hollingsworth Capital Partners, которая занималась реконструкцией старых производственных площадок и вводом их в эксплуатацию. Также был основателем компании по переработке алюминия.
В сентябре 2015 года Холлингсворт переехал в Индиану, а в октябре объявил о выдвижении в Палату представителей США от 9-го округа штата вместо инкумбента Тодда Янга. На внутрипартийных выборах республиканцев он одержал победу с результатом в 34 % голосов избирателей, потратив на кампанию 2 миллиона долларов собственных денег. Несмотря на то, что обе партии считали борьбу за округ на основных выборах напряжённой, Холлингсворт получил 54,1 % против 40,5 % за демократку Шелли Йодер.
Переизбирался в 2018 и 2020 годах. В 2022 году отказался от переизбрания на новый срок, сославшись на своё обещание проработать в Конгрессе не более четырёх сроков.